# Francis Healy
Francis „Fran” Healy (Stafford, 1973. július 23.) egy skót zenész. A Travis nevű skót britpop együttes énekese és dalszerzője. A Travis hat lemezének szinte minden egyes számát ő írta. Ma a német fővárosban, Berlinben él. Első szólóalbumát 2010 októberében adta ki.

## Élete
A Travis frontembere 1973. július 23-án Stafford-ban született. Fran születése után a szülei elváltak, ő az anyjához került, ezután költöztek Glasgowba, az anyja szüleihez. Általános iskolába a Holyrood Secondary School-ba járt Glasgow-ban. A zenét 14 évesen Roy Orbison hatására kezdte el tanulni az akkor karácsonyra kapott gitárján. Ekkor kezdett dalírásba is, és egyik első saját szerzeményét elő is adta egy iskolai rendezvényen. Tinédzserként több iskolai bandában is játszott, amíg egy glasgow-i zenekar dobosa (Glass Onion) fel nem kérte, hogy csatlakozzon a csapathoz. Ez ugyanabban az időszakban történt, amikor jelentkezett a Glasgow School of Art iskolába, s ebből a zenekarból lett a ma ismert Travis. Ez után Fran Londonba költözött a banda tagjaival együtt. Majd 2000-ben megismert egy német fotográfust, Nora Krystet, akit el is vett feleségül. 2006 márciusában született meg első kisfiuk, Clay, aki a vezetéknevét anyjától kapta. 2008 februárjában Berlinbe költöztek, ahol máig élnek.

## Szólólemez
2010. október 4-én jelent meg első szólólemeze, Wreckorder címen. Az albumot Fran saját kiadója, a WreckordLabel adta ki. A felvételek Berlinben, New Yorkban és Vermontban készültek. 
A lemezen közreműködik Paul McCartney (az As It Comes című dalban basszusgitározik), Neko Case és Tom Hobden a Noah and The Whale-ből.
A megjelenés után Fran koncertkörútra indult, az Egyesült Államokban több helyen Brandon Flowers (The Killers) előzenekaraként lépett fel, de sok önálló fellépése is volt szerte a világon.